# C. C. Beck

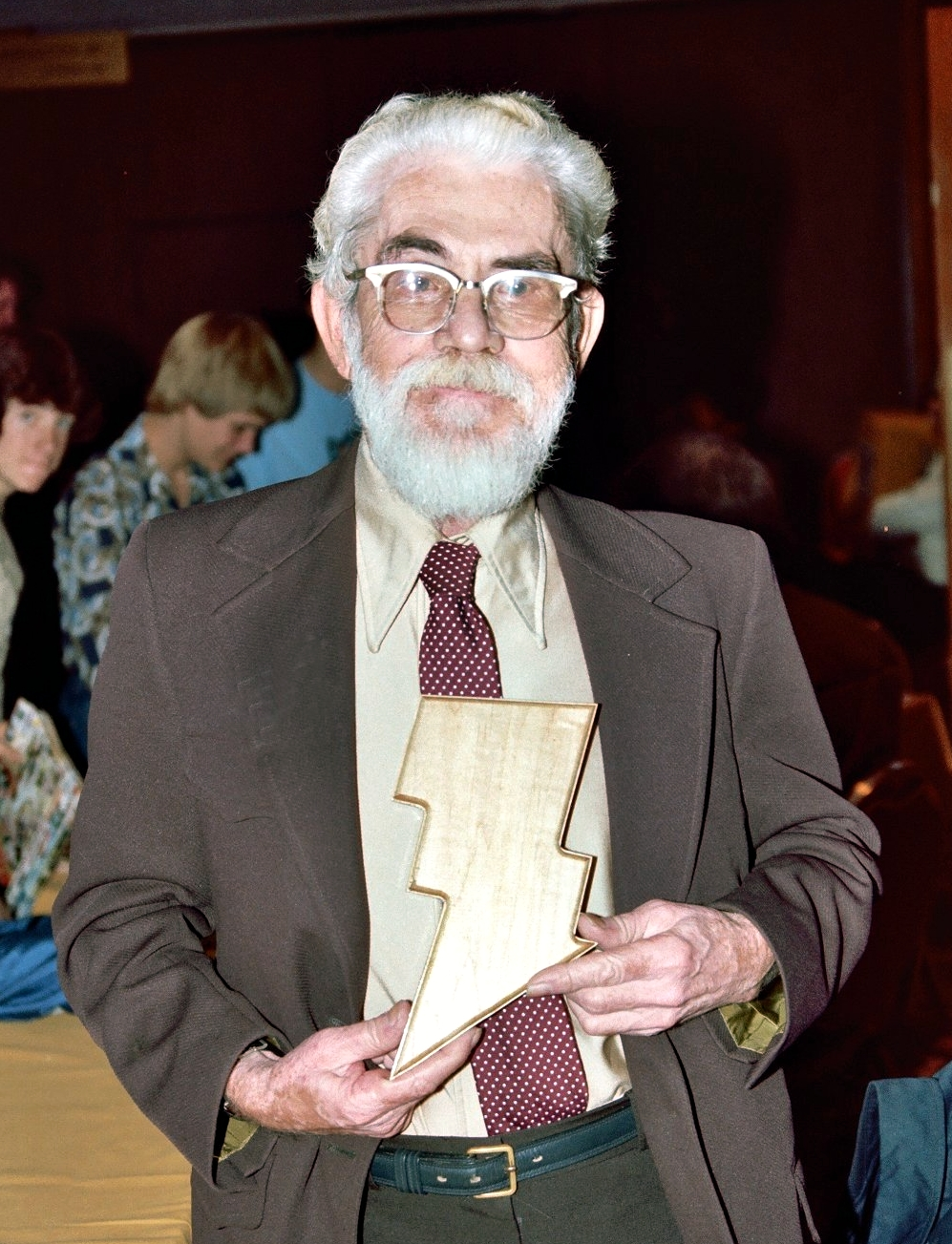
C. C. Beck (1982)

Charles Clarence Beck (* 8. Juni 1910 in Zumbrota, Minnesota; † 22. November 1989 in Gainesville, Florida) war ein US-amerikanischer Comiczeichner.

## Leben
Beck wuchs im US-Bundesstaat Minnesota auf. Er studierte Kunst an der Chicago Academy und der University of Minnesota und begann danach, 1933, als hauptberuflicher Zeichner für den Verlag Fawcett Publications zu arbeiten, für den er zunächst Pulp-Magazine und ab 1939 Comichefte illustrierte.
Becks bekannteste Arbeit aus dieser Zeit sind die Zeichnungen für die Geschichten um den Superhelden Captain Marvel, dessen Abenteuer ab 1940 in der Serie Whiz Comics erschienen. Beck war der erste Zeichner, der die von Bill Parker verfassten Geschichten visuell umsetzte. Seine Arbeit an Captain Marvel ermöglichte es Beck, daneben auch an Serien wie Spy Smasher und Ibis the Invisible zu arbeiten, und 1941 ein eigenes Zeichenstudio in New York City einzurichten, in dem er und seine Assistenten ihre Engagements ausführten.
In den folgenden Jahren produzierten Beck und sein Team für Fawcett verschiedene Captain-Marvel-Spin-Offs, wie Captain Marvel Jr. oder Mary Marvel und Werbearbeiten in Comicform für andere Kunden, so etwa eine Reihe einseitiger Comics um „Captain Tootsie“, der für das Produkt „Tootsie Roll“ warb. 1954, als die Nachfrage nach den von ihm überwiegend produzierten Superhelden-Comics allmählich zurückging, musste Beck sein New Yorker Studio, wie auch ein 1944 eröffnetes zweites Studio, schließen.
Ab 1973 zeichnete Beck zehn weitere Hefte einer neuen Captain-Marvel-Serie, die nun unter dem Titel Shazam! firmierte und vom Verlag DC-Comics herausgegeben wurde. Die Serie war aber nicht erfolgreich und wurde nach fünf Jahren wieder eingestellt. Ein weiterer Ertrag dieser Jahre war die kurzlebige humoristische Reihe Fatman the Human Flying Saucer.
Am 22. November 1989 starb Charles Clarence Beck nach langer Krankheit im Shandsville Hospital in Gainesville in Florida. Er hinterließ einen Sohn und eine Tochter.

## Rezeption
Wie unter anderem Andreas C. Knigge feststelle, war C. C. Beck derjenige, der den bis heute im Wesentlichen beibehaltenen grafischen Stil der Figur Captain Marvel und ihrer Abenteuer festlegte. Als herausragende Charakteristika dieses Stils sieht Knigge Zurückhaltung und Schlichtheit bei der Darstellung von Gewalt und ihre Neigung, sich stets dem Verlauf der Handlung unterzuordnen, anstatt zu versuchen, diese zu dominieren.
In Würdigung seiner Arbeit wurde Beck 1993 postum in die Will Eisner Hall of Fame und 1997 in die Jack Kirby Hall of Fame, zwei Ruhmeshallen, die die „größten amerikanischen Comickünstler“ vereinigen sollen, aufgenommen.